# Forte Tegart

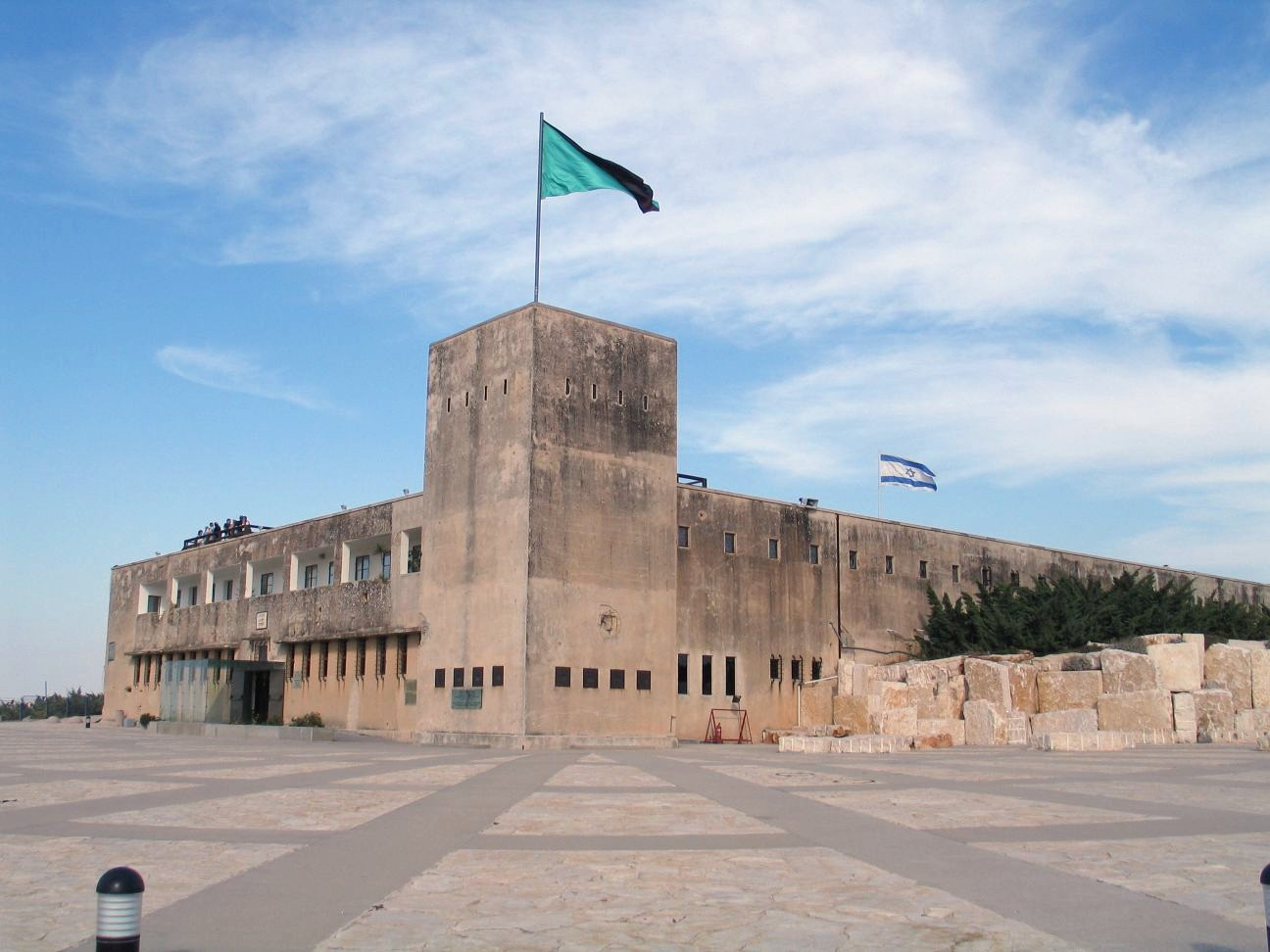
O forte da polícia Tegart em Latrun.

Um forte Tegart é um tipo de forte policial militarizado construído em toda a Palestina durante o período do Mandato Britânico, iniciado como uma medida contra a Revolta Árabe de 1936-1939.

## Etimologia

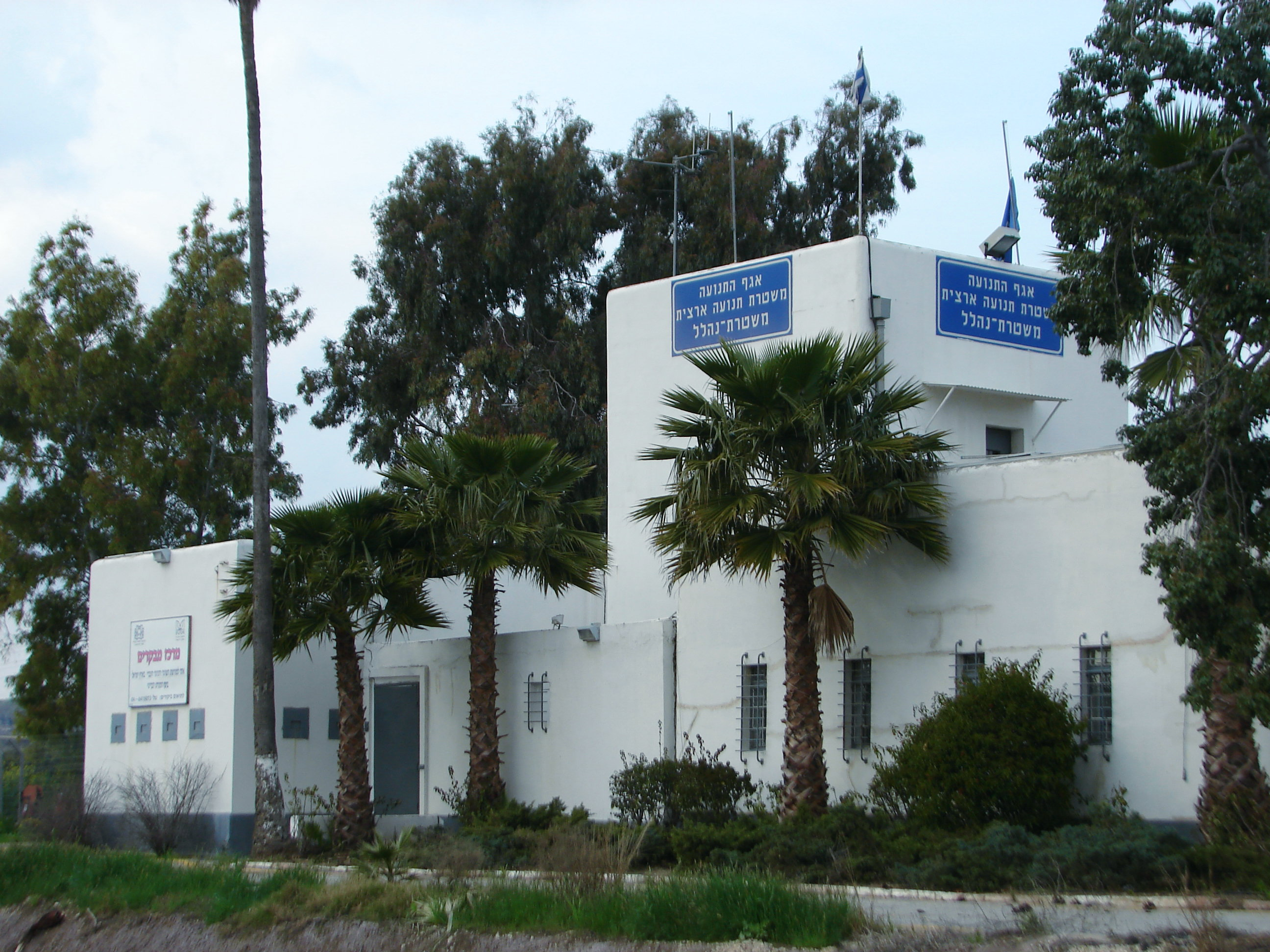
Delegacia de polícia Tegart em Nahalal.

Os fortes têm o nome de seu projetista, o policial e engenheiro irlandês Sir Charles Tegart. Em Israel, o nome é frequentemente pronunciado "Taggart". Isto provavelmente se deve à transliteração do nome para o hebraico e depois de volta para o alfabeto latino, juntamente com a suposição errada do tradutor de que a forma mais comum de escrever este sobrenome escocês anglicizado deveria ser aplicada ("Taggart" é muito mais difundido do que " Tegart").

## História

### Mandato da Palestina
Sir Charles Tegart projetou os fortes em 1938 com base em suas experiências na insurgência indiana. Eles foram construídos em concreto armado com sistemas de água que lhes permitiriam resistir a um cerco de um mês. Os contratos para a construção dos fortes foram entregues a Solel Boneh, o ramo de construção do sindicato judeu Histadrut.

#### Tipos
Dois tipos de fortes foram erguidos:
Fortes fronteiriços
Foram construídas cinco estruturas para reforçar o chamado "muro de Tegart" da fronteira norte com o Líbano e a Síria, utilizando um desenho específico.
Fortes interiores
Dezenas de outros, com um desenho diferente dos fortes do norte e partilhando um plano básico comum, foram construídos em cruzamentos estratégicos no interior da Palestina.

### Israel
Muitos deles ainda podem ser vistos em Israel hoje e continuam a ser usados como delegacias de polícia e prisões. Um deles abriga a prisão do Campo 1391 para prisioneiros de “alto risco”.
O forte Tegart em Ma'alot-Tarshiha, hoje uma delegacia de polícia, está sendo restaurado como marco histórico, atraindo a atenção de preservacionistas e turistas.

### Cisjordânia
Na Cisjordânia, vários desses fortes, agora conhecidos como Mukataa (em árabe: المقاطعة, "Distrito") são usados como escritórios e centros administrativos da Autoridade Nacional Palestina.
O Mukataa de Ramalá, danificado pelas forças israelenses na Operação Escudo Defensivo de 2002 e no cerco posterior durante a Segunda Intifada, foi posteriormente restaurado e ampliado sob o presidente Mahmoud Abbas, obscurecendo as linhas da estrutura britânica original.
O forte em Hebron foi usado como sede da administração jordaniana entre 1949 e 1967, do governador militar israelense entre 1967 e 1997, e do governador da Autoridade Palestina entre 1997 e 2002. Foi destruído em 2002, quando a cidade foi reconquistada pelas forças israelenses na Operação Escudo Defensivo.

## Lista de fortes Tegart no Mandato da Palestina

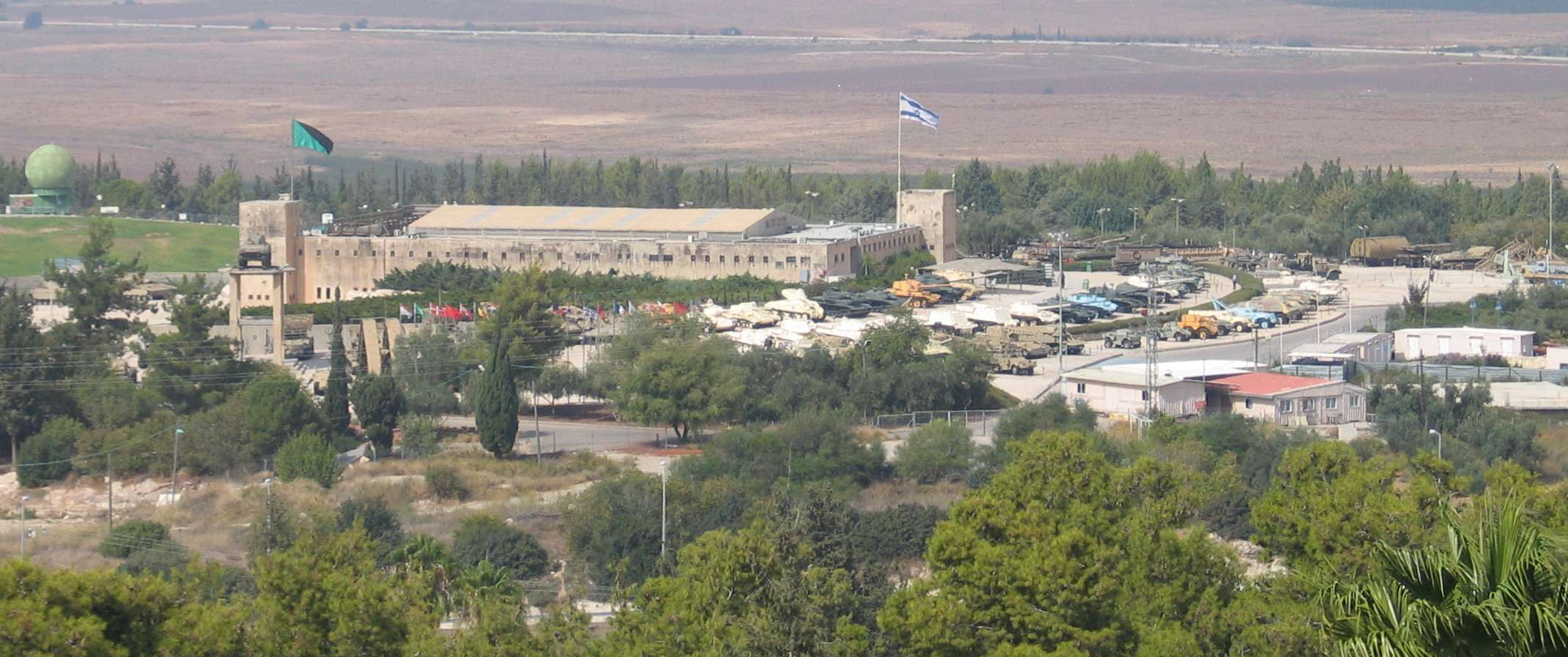
O Museu de Latrun.

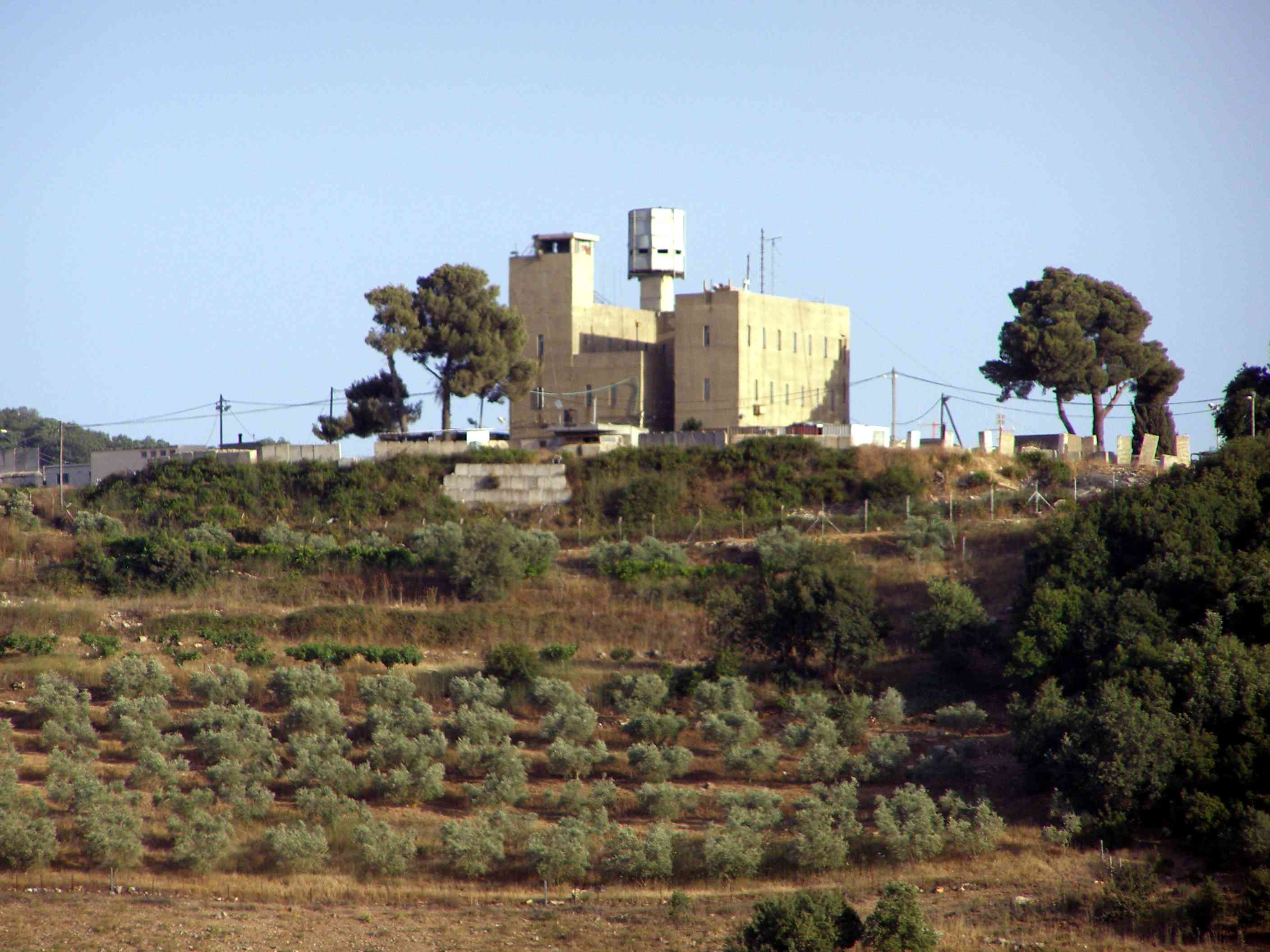
Forte Tegart no Kibutz Sasa.

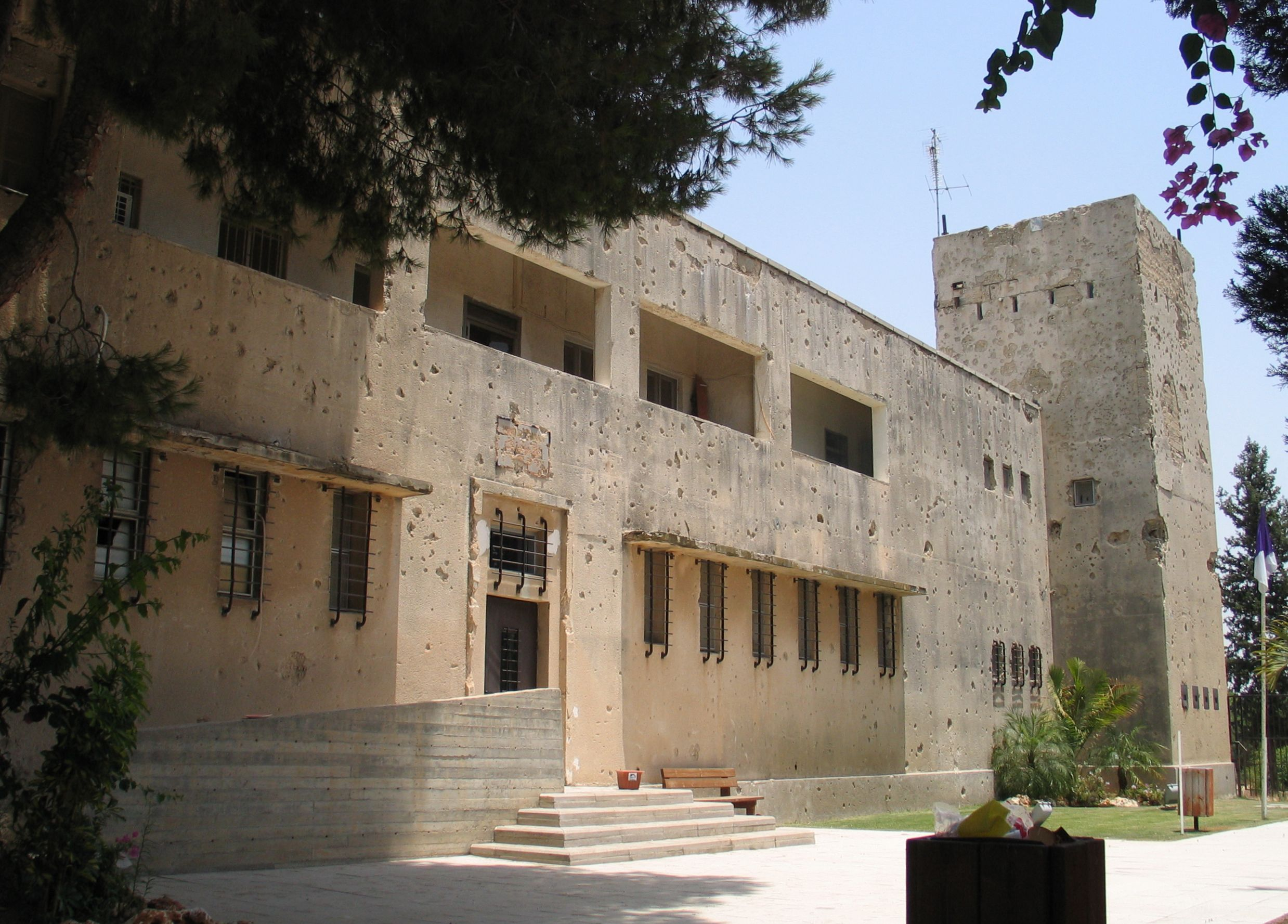
Metzudat Yoav, o Museu da Brigada Givati no antigo forte Iraq Suwaydan.

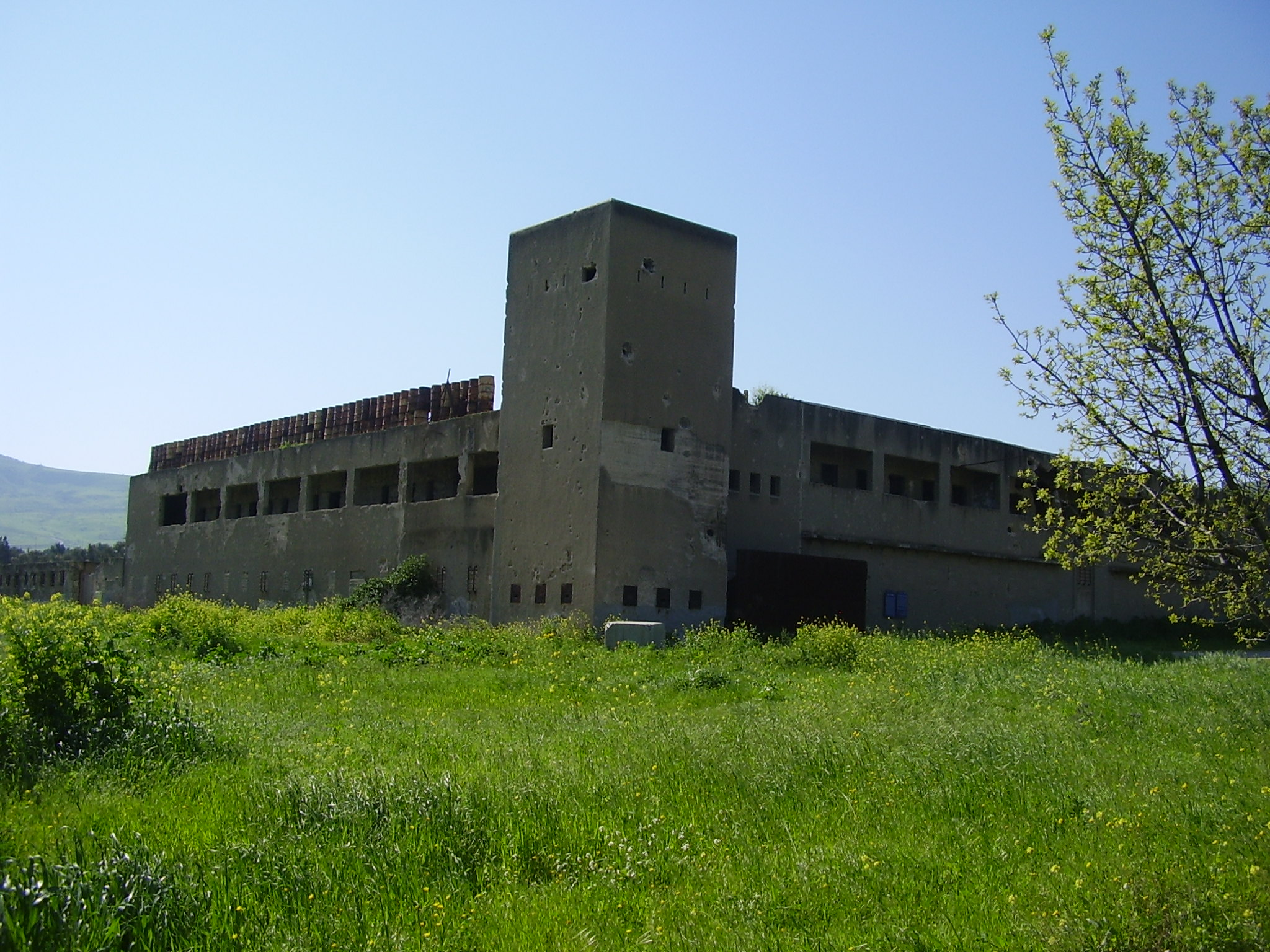
Delegacia de Polícia de Gesher.

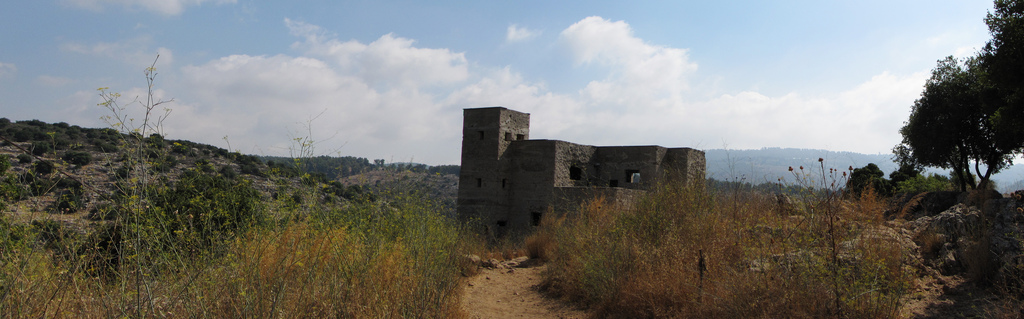
Delegacia de polícia de Ein Tina em Wadi Amud perto de Hukok.

Uma lista progressiva. Nem todas as delegacias de polícia do Mandato Britânico listadas abaixo correspondem à definição de "forte Tegart", embora todas fizessem parte do mesmo projeto de construção de segurança de 1940-41, com acréscimos posteriores.
Nome britânico do forte, nome do local atual (se alterado), histórico, estado/uso atual:
- Delegacia de polícia de Acre, hoje Akko (ativo)
- Delegacia de polícia de Affula (ativo)
- Delegacia de polícia de Al-Khalisa, agora Kiryat Shmona (ativo)
- Delegacia de polícia de Artuf, agora Beit Shemesh (ativo)
- A delegacia de polícia de Atlit fazia parte de uma prisão militar israelense, a Prisão Seis, agora abandonado
- Delegacia de polícia de Bassa, agora Ya'ara (base militar)
- Delegacia de polícia de Bersebá, hoje sede do Comando Sul
- Delegacia de polícia de Beisan, agora Beit She'an (ativo)
- Beit Dajan, agora delegacia de polícia de Beit Dagan (ativo)
- Delegacia de polícia de Beit Jibrin, agora base da Polícia de Fronteira de Beit Guvrin
- Delegacia de polícia de Beit Lid (Khirbet Beit Lid), agora prisão de segurança máxima de Ashmoret em HaSharon ou Beit Lid Junction perto de Ganot Hadar
- Delegacia de polícia de Beit Shemesh (ativo)
- Belém - 2 delegacias de polícia, uma é agora a sede local da Autoridade Palestina
- Delegacia de polícia de Damun, agora Prisão de Damon no Monte Carmelo
- Delegacia de polícia de Deir Qaddis
- Delegacia de polícia de Dhahiriya
- Delegacia de polícia de Ein Tin em Wadi Amud, próximo a Hukok (abandonado). Também chamada Ein at-Tina, Ein-a-Tina e Ein et-Tina.
- Delegacia de polícia de Fara, no campo de refugiados de Far'a, perto de Nablus, agora uma prisão palestina
- Delegacia de polícia de Farradiyya, vila despovoada perto de Shefer e Parod (abandonado)
- Delegacia de polícia de Gaza, bombardeada em 2008-11, hoje parque Al-Saraya
- Delegacia de polícia de Gesher (abandonado; patrimônio próximo à Velha Gesher)
- Delegacia de polícia de Hadera (ativo)
- Delegacia de polícia de El Hamme, agora Hamat Gader; destruído ou abandonado (?), em área militar na fronteira.
- Delegacia de polícia de Hebrom (destruída em 2001)
- Delegacia de polícia do Iraq Suweidan ("Metzudat Yoav Shenkar" - Fortaleza Yoav Shenkar), agora Museu da Brigada Givati
- Delegacia de polícia de Jalame, agora Centro de Detenção de Kishon, perto de Haifa
- Delegacia de polícia de Jenin, agora sede local da Autoridade Palestina
- Delegacia de polícia de Jericó, destruída pela Autoridade Palestina
- Delegacia de polícia de Jiftlik (destruída? Base militar?)
- Delegacia de polícia de Karkur, agora acampamento 1391 (ativo)
- Delegacia de polícia de Kfar Saba (ativa)
- Delegacia de polícia de Khalsa; em uma aldeia árabe apagada, mesquita ainda existente em Kiryat Shemona
- Delegacia de polícia de Khan Yunis (destruída em 1955)
- A delegacia de polícia de Kiryat el-Anab, perto de Abu Ghosh, serviu como quartel-general inicial da Brigada Givati e mais tarde como base militar; abandonado.
- Delegacia de polícia de Kiriat Haim em Haifa (ativo)
- Delegacia de polícia de Latrun, agora Museu e Memorial do Corpo Blindado das FDI
- Delegacia de polícia de Lajjun perto de Tel Megiddo, agora prisão de Megiddo
- Delegacia de polícia de Lydda, agora Sede da Polícia de Fronteira de Lida
- Delegacia de polícia de Majdal, agora prisão de Shikma em Ascalom (prisão de segurança máxima)
- Delegacia de polícia de Majd al-Krum (restaurante)
- Delegacia de polícia de Metulla
- Delegacia de polícia de Nabi Salih, agora creche Halamish (Neveh Tzuf) e escola secundária para meninas
- Delegacia de polícia de Nabi Yusha, hoje Memorial Metzudat Koach e museu da batalha de 1948
- Nablus - 3 delegacias de polícia
- Delegacia de polícia de Nahalal, hoje Centro de Comemoração da Polícia Supranumerária Judaica
- Delegacia de Polícia de Nazaré
- Delegacia de polícia de Ness Ziona. Posteriormente utilizada como base militar, fechado em 2006.
- Delegacia de polícia de Petah Tiqvah (ativo)
- Delegacia de polícia de Qalqiliya, destruída pelo exército israelense em 1956 como parte de uma operação retaliatória
- Delegacia de polícia de el-Qatra em Gedera (abandonado)
- Delegacia de polícia de Rafa
- Delegacia de polícia de Ramala, em grande parte destruída durante a Segunda Intifada, agora parte do QG presidencial "Mukataa" da Autoridade Palestina
- Delegacia de polícia de Ramat Gan (ativo)
- Ramla - duas delegacias de polícia:
  - uma delegacia ainda ativa
  - Prisão de Ayalon (prisão de segurança máxima) em Ramla
- Delegacia de polícia de Rehovot (ativo)
- Delegacia de polícia de Rosh Pinna
- Forte da Salha, construído em 1938
- Safad - 2 delegacias de polícia:
  - delegacia municipal do centro da cidade
  - Delegacia de polícia de Mount Canaan (em ruínas)
- Samakh, a base da guarda de fronteira britânica (Junção de Tsemah, perto de Tiberíades), agora abandonada
- Delegacia de polícia de Sarafand El Kharab
- Posto policial de Sa'sa', 4 km a oeste de Sa'sa', agora base militar adjacente a Mattat
- Delegacia de polícia de Shafa Amr, agora Givat Hamishtara perto de Shfaram: museu da polícia, mas fechado ao público (em 2011)
- Delegacia de polícia de Shatta, agora dentro da prisão de segurança máxima de Shata (ao longo da antiga ferrovia do Vale de Jezreel)
- Delegacia de polícia de Sukat as-Sufi. Também Suqat as-Sufi, Shoket é Sufi. Estava na fronteira egípcia, cerca de 6-7 km a SE de Rafah, em 0791/0741, agora na Faixa de Gaza.
- Delegacia de polícia de Tarshiha (ativa; está sendo restaurada como patrimônio)
- Delegacia de polícia de Tani (?), agora Be'er Tuvia (abandonada)
- Posto policial de Tarbikha, agora Shomera (parte da base militar)
- Delegacia de polícia de Tel Mond, agora prisão de HaSharon (em Intercâmbio de Hadarim)
- Delegacia de polícia de Tiberíades (ativa)
- Delegacia de polícia de Tulkarm
- Delegacia de polícia de Yata
- Delegacia de polícia de Yavne
- Delegacia de polícia de Zichron Ya'aqov (ativa)